# Nouan-le-Fuzelier
Nouan-le-Fuzelier és un municipi francès, situat al departament del Loir i Cher i a la regió de Centre – Vall del Loira. L'any 2007 tenia 2.555 habitants.

## Demografia

### Població
El 2007 la població de fet de Nouan-le-Fuzelier era de 2.555 persones. Hi havia 1.064 famílies, de les quals 323 eren unipersonals (108 homes vivint sols i 215 dones vivint soles), 366 parelles sense fills, 322 parelles amb fills i 53 famílies monoparentals amb fills.
La població ha evolucionat segons el següent gràfic:
Habitants censats

### Habitatges
El 2007 hi havia 1.327 habitatges, 1.077 eren l'habitatge principal de la família, 166 eren segones residències i 84 estaven desocupats. 1.142 eren cases i 181 eren apartaments. Dels 1.077 habitatges principals, 709 estaven ocupats pels seus propietaris, 321 estaven llogats i ocupats pels llogaters i 47 estaven cedits a títol gratuït; 25 tenien una cambra, 82 en tenien dues, 277 en tenien tres, 323 en tenien quatre i 370 en tenien cinc o més. 733 habitatges disposaven pel capbaix d'una plaça de pàrquing. A 492 habitatges hi havia un automòbil i a 422 n'hi havia dos o més.

### Piràmide de població
La piràmide de població per edats i sexe el 2009 era:
| Homes | Edats   | Dones |
| ----- | ------- | ----- |
| 4     | 95 o +  | 16    |
| 8     | 90 a 94 | 16    |
| 12    | 85 a 89 | 36    |
| 24    | 80 a 84 | 28    |
| 60    | 75 a 79 | 56    |
| 76    | 70 a 74 | 56    |
| 68    | 65 a 69 | 72    |
| 68    | 60 a 64 | 96    |
| 44    | 55 a 59 | 40    |
| 76    | 50 a 54 | 60    |
| 100   | 45 a 49 | 88    |
| 68    | 40 a 44 | 100   |
| 88    | 35 a 39 | 52    |
| 68    | 30 a 34 | 104   |
| 72    | 25 a 29 | 80    |
| 56    | 20 a 24 | 40    |
| 72    | 15 a 19 | 60    |
| 60    | 10 a 14 | 64    |
| 44    | 5 a 9   | 68    |
| 76    | 0 a 4   | 44    |

## Economia
El 2007 la població en edat de treballar era de 1.542 persones, 1.145 eren actives i 397 eren inactives. De les 1.145 persones actives 1.029 estaven ocupades (550 homes i 479 dones) i 116 estaven aturades (56 homes i 60 dones). De les 397 persones inactives 129 estaven jubilades, 132 estaven estudiant i 136 estaven classificades com a «altres inactius».

### Ingressos
El 2009 a Nouan-le-Fuzelier hi havia 1.080 unitats fiscals que integraven 2.388,5 persones, la mediana anual d'ingressos fiscals per persona era de 16.592 €.

### Activitats econòmiques
Dels 95  establiments que hi havia el 2007, 1 era d'una empresa extractiva, 2 d'empreses alimentàries, 2 d'empreses de fabricació de material elèctric, 2 d'empreses de fabricació d'altres productes industrials, 13 d'empreses de construcció, 21 d'empreses de comerç i reparació d'automòbils, 4 d'empreses de transport, 15 d'empreses d'hostatgeria i restauració, 2 d'empreses d'informació i comunicació, 4 d'empreses financeres, 5 d'empreses immobiliàries, 12 d'empreses de serveis, 7 d'entitats de l'administració pública i 5 d'empreses classificades com a «altres activitats de serveis».
Dels 33 establiments de servei als particulars que hi havia el 2009, 1 era una oficina de correu, 2 oficines bancàries, 3 tallers de reparació d'automòbils i de material agrícola, 1 autoescola, 3 paletes, 3 guixaires pintors, 2 fusteries, 2 lampisteries, 3 electricistes, 4 perruqueries, 7 restaurants, 1 agència immobiliària i 1 saló de bellesa.
Dels 9 establiments comercials que hi havia el 2009, 1 era una gran superfície de material de bricolatge, 1 una botiga de més de 120 m², 2 fleques, 1 una fleca, 2 llibreries, 1 una botiga de mobles i 1 una joieria.
L'any 2000 a Nouan-le-Fuzelier hi havia 17 explotacions agrícoles que ocupaven un total de 910 hectàrees.

## Equipaments sanitaris i escolars
L'únic equipament sanitari que hi havia el 2009 era una farmàcia.
El 2009 hi havia 1 escola maternal integrada dins d'un grup escolar amb les comunes properes formant una escola dispersa, 1 escola elemental i 1 escola elemental integrada dins d'un grup escolar amb les comunes properes formant una escola dispersa.

## Poblacions més properes
El següent diagrama mostra les poblacions més properes.